# Landesarchiv des Kantons Glarus
Das Landesarchiv des Kantons Glarus in Glarus ist das zentrale Archiv des Kantons Glarus und seiner Rechtsvorgänger.

## Aufgabe und Bestände
Gemäss Archivgesetz kommt dem Landesarchiv die Aufgabe zu, das kulturelle Erbe des Kantons zu bewahren sowie Rechte und Ansprüche des Kantons und von Dritten zu sichern. Es dient der öffentlichen Verwaltung und den Behörden zur kontinuierlichen und rationellen Abwicklung ihrer Tätigkeit und gewährleistet für die kantonalen Organe sowie für die Öffentlichkeit eine dauerhafte dokumentarische Überlieferung und die Nachvollziehbarkeit staatlichen Handelns.
Das Landesarchiv ist verantwortlich für die Archivierung der Akten der Landsgemeinde, des Landrates, des Regierungsrates und der Gerichte, der kantonalen Kommissionen, der Verwaltung und der kantonalen öffentlich-rechtlichen Anstalten mit Ausnahme der Glarner Kantonalbank.
Neben den Akten der kantonalen Organe verwahrt das Landesarchiv auch Schriftgut der staatlichen Gebilde vor der Entstehung des modernen Kantons. Dazu gehört das Archiv des Alten Landes Glarus, die Archive der konfessionellen Landesteile bis zur Revolution 1798, das Helvetische Archiv sowie das Neue Katholische, das Neue Evangelische und das Neue Gemeine Archiv von 1803 bis 1836. Darüber hinaus sammelt das Archiv für die historische Überlieferung wichtige Unterlagen privater Provenienz. Dazu zählen Fotografien, Film- und Tonbandaufnahmen, Tagebücher bedeutender Persönlichkeiten, Stiche, Karten, Pläne oder die Archive von Vereinen und Privatpersonen.